# Villa Tolkewitzer Straße 57

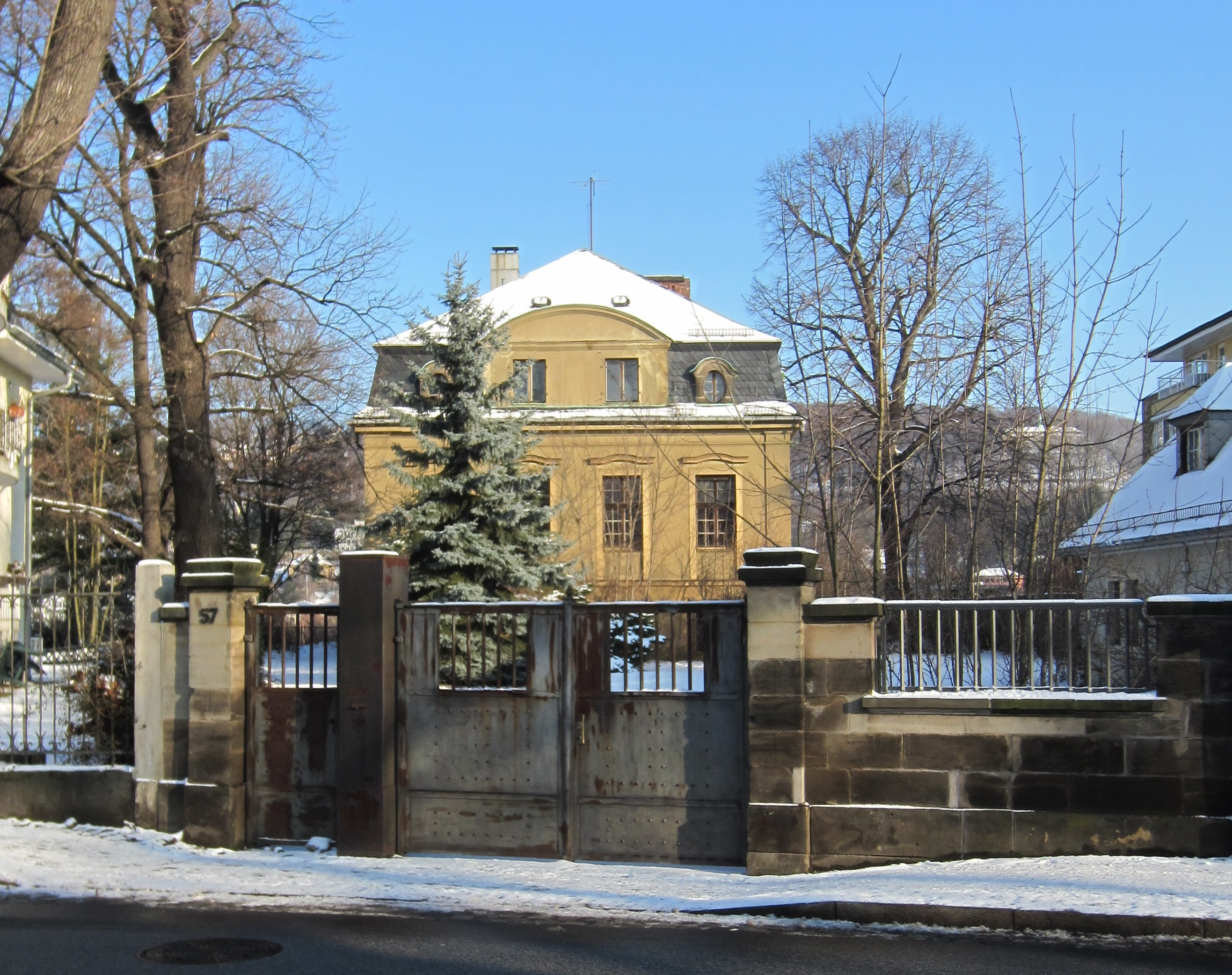
Villa Tolkewitzer Straße 57 in Dresden vor der Zerstörung

Die Villa Tolkewitzer Straße 57, auch Villa Romana, war ein Kulturdenkmal im Dresdner Stadtteil Blasewitz. Der nach mehreren Bränden auf Veranlassung des Eigentümers erfolgte illegale Abriss des Gebäudes sowie der durch das Landesamt für Denkmalpflege Sachsen angeordnete Wiederaufbau gilt als „einzigartige[r] Vorgang in der Geschichte des sächsischen Denkmalschutzes“.

## Die Villa
Das Grundstück Tolkewitzer Straße 57 gilt als historischer Grund, so soll sich auf ihm einst der Landsitz von Adolf Magnus von Hoym befunden haben.
Ursprünglich trug das Grundstück die Adresse Tolkewitzer Straße 15. Bereits um 1902 wird die Villa als Villa Romana in den Adressbüchern der Stadt Dresden genannt. Besitzer war der Geheime Rechnungsrat Wilhelm Kostrzewski. Im Zuge einer Neunummerierung um 1914 erhielt die Villa die neue Anschrift Tolkewitzer Straße 57. Sie wurde von der Straße zurückgesetzt auf einem großen Gartengrundstück errichtet. Die nordöstliche Seite der Villa zeigt dabei zur unweit gelegenen Elbe.
Die Villa ist ein für Dresden eher seltenes Zeugnis der Baukunst zwischen Neobarock, Art déco und Neuer Sachlichkeit und steht seit Anfang der 1990er-Jahre unter Denkmalschutz. Sie hat eine Grundfläche von ca. 15 mal 15 Metern und drei Geschosse, wobei das Mansardgeschoss schiefergedeckt war. Sie besaß eine für die Elbvillen der Zeit typische klassische Beletage. Im salonähnlichen Wohnzimmer stand ein Kamin mit einer elbseitig versenkbaren Wand. Eine geschwungene Wohnzimmertreppe hatte eine Sandsteinbalustrade. Im Treppenhaus der Villa befand sich ein Marmor-Relief von Robert Diez; im Gebäudeinneren hatten sich zudem Stuckarbeiten aus der Erbauungszeit erhalten. Ebenso waren zum Zeitpunkt des Abrisses 2014 Bleiglasfenster erhalten geblieben.
Die Stadt Dresden nannte die Villa in einer Pressemitteilung ein „aus städtebaulichen, siedlungsgeschichtlichen, baugeschichtlichen und künstlerischen Gründen geschützte[s] Dokument der Dresdner Baukultur.“ Zur Villa blieben Plan- und Fotodokumentationen erhalten, die einen „detailgetreuen Nachbau wesentlicher gestaltprägender Elemente“ ermöglichen.
Von Ende der 1920er-Jahre bis zu seiner Internierung nach Ende des Zweiten Weltkriegs wohnte Zeitungsverleger Fritz Schettler in der Villa.

## Vorgeschichte und Abriss des Gebäudes
Der Eigentümer, der in den 1960er-Jahren als Oberingenieur der PGH Elektrobau „Karl Steglich“ maßgeblich an der Konstruktion der Flutlichtanlage („Giraffen“) des Dynamo-Stadions beteiligt war, bewohnte die Villa mit seiner Familie und der Familie des Bruders spätestens seit den 1970er-Jahren. Beide Brüder versuchten in den 1970er-Jahren, aus der DDR zu fliehen und wurden später durch die Bundesrepublik freigekauft. Der katholische Eigentümer veräußerte die Villa kurz vor dem Verlassen der DDR 1977 an die katholische Kirche, die zu dem Zeitpunkt bereits einzelne Räume des Gebäudes genutzt hatte. Grundstück und Villa wurden schließlich durch die Caritas genutzt und beherbergten eine Förderwerkstatt für behinderte Jugendliche. Die Villa wurde als Wohnraum für Mitarbeiter des katholischen Bistums Dresden-Meißen sowie den Leiter der Caritas (u. a. Dieter Grande) genutzt.
Kurz nach der Wende einigte sich der frühere Eigentümer mit der katholischen Kirche über einen Rückkauf von Villa und Grundstück, der schließlich 1997 erfolgte. Die Eigentumsverhältnisse teilten sich dabei auf ein Ehepaar und seine Tochter auf. Ein Bezug der intakten Villa oder eine Sanierung erfolgte nicht. Ein 1998 durch den Eigentümer beantragter Abriss der Villa wurde abgelehnt, auch der Klageweg durch mehrere Instanzen (zuletzt Verwaltungsgericht Dresden) sowie der Anruf des Petitionsausschusses des Sächsischen Landtags führte nicht zu einer Abrissgenehmigung. Einen Verkauf des Grundstücks lehnte der Eigentümer ab.
Im Oktober 2012 begann eine Brandserie im Gebäude. Zunächst brannten ein Kellerraum in der Villa, sowie ein weiterer im Nachbarhaus, Tolkewitzer Straße 55, wodurch es „im ganzen Gebäude zu erheblichen Verrußungen“ kam. Der Strom-Hauptverteiler der Villa wurde zerstört und Fenster barsten. Im November 2013 wurden vor allem das Mansardgeschoss und der Dachstuhl bei einem Großbrand schwer beschädigt. Die Ermittler gingen von Brandstiftung aus. Anfang 2014 erkundigte sich der Eigentümer der Villa, inwieweit ein Neuaufbau des Hauses im gleichen Baustil auf dem Grundstück Tolkewitzer Straße 57 möglich sei. Ende März 2014 brannte es erneut in der Villa. Das Feuer breitete sich dabei im Erdgeschoss aus, verursachte aber nur wenige Schäden.
Mitte Mai 2014 bemerkte eine Mitarbeiterin der Denkmalschutzbehörde beim Vorbeifahren zufällig den Abriss des durch die vorangegangenen Brände stark beschädigten Gebäudes und alarmierte die Polizei. Die Stadt Dresden ordnete einen sofortigen Abrissstopp an, der jedoch durch den Eigentümer nicht beachtet wurde. Noch am Tag des Abrissstopps wurde die elbseitige Villenfassade abgerissen. Erhalten blieben schließlich Reste des Kellergeschosses und eine Seitenwand. Mitte Juni setzte der Eigentümer den illegalen Abriss der Villa fort.  Erhalten haben sich nur Bruchstücke des Gebäudes, darunter Mauerreste. Der Dresdner Kulturbürgermeister bezeichnete den Umgang mit dem Kulturdenkmal als „barbarisch“.

## Juristische Konsequenzen
Das Landesamt für Denkmalpflege Sachsen ordnete im September 2014 den Wiederaufbau der Villa auf Kosten des Eigentümers an. Dabei handelt es sich um eine Zwangsmaßnahme, von der nur selten Gebrauch gemacht wird. „Der Denkmalschutzbehörde ist, für extreme Fälle dieser Art, die gesetzliche Möglichkeit eingeräumt, den Wiederaufbau eines beseitigten Kulturdenkmals per Bescheid anzuordnen und dadurch dessen Zeugniswert durch material- und ansichtsidentische Rekonstruktion anschaulich zu bewahren“, so die Stadt Dresden in einer Pressemitteilung.
Die Staatsanwaltschaft begann nach einer Strafanzeige der Stadt Dresden wegen Verstoßes gegen das Sächsische Denkmalschutzgesetz mit Ermittlungen in dem Fall. Das Verfahren wurde vom Amtsgericht Dresden gegen eine Geldauflage eingestellt.
Im März 2016 hat die Landesdirektion Sachsen den im September 2014 eingereichten Widerspruch des Eigentümers gegen die von der Landeshauptstadt verhängte Wiederaufbauanordnung zurückgewiesen. Daraufhin zog der Eigentümer vor das Verwaltungsgericht Dresden. Das entschied am 26. September 2017, dass die Wiederaufbauanordnung der Stadt unverhältnismäßig und damit rechtswidrig war. Das Sächsische Oberverwaltungsgericht folgte in seinem Urteil vom 27. September 2018 im Ergebnis, aber mit anderer Begründung, dieser Entscheidung.
Nachdem die ermessensfehlerhafte Wiederherstellungsanordnung korrigiert worden war, zog der Eigentümer erneut vor das Verwaltungsgericht Dresden. Das Gericht urteilte am 15. März 2023, dass der Eigentümer die Villa wieder aufbauen muss.